# Де Розарио, Осберт
Осберт Джон де Розарио (англ. Osbert John de Rozario, 25 июля 1924 — 4 марта 2022) — сингапурский хоккеист (хоккей на траве), нападающий.

## Биография
Осберт де Розарио родился 25 июля 1924 года.
Играл в хоккей на траве за сингапурскую полицию.
В 1956 году вошёл в состав сборной Сингапура по хоккею на траве на Олимпийских играх в Мельбурне, занявшей 8-е место. Играл на позиции нападающего, провёл 6 матчей, забил (по имеющимся данным) 1 мяч в ворота сборной Афганистана.
После Олимпиады занимался крикетом.
По данным Национального олимпийского совета Сингапура, впоследствии мог эмигрировать в Австралию.